# Brachydesmus spinosus
Brachydesmus spinosus är en mångfotingart som beskrevs av Carl Graf Attems 1903. Brachydesmus spinosus ingår i släktet Brachydesmus och familjen plattdubbelfotingar. Utöver nominatformen finns också underarten B. s. karamani.